# Piano San Paolo
Piano San Paolo is een plaats (frazione) in de Italiaanse gemeente Caltagirone.